# Subglazialer Vulkan

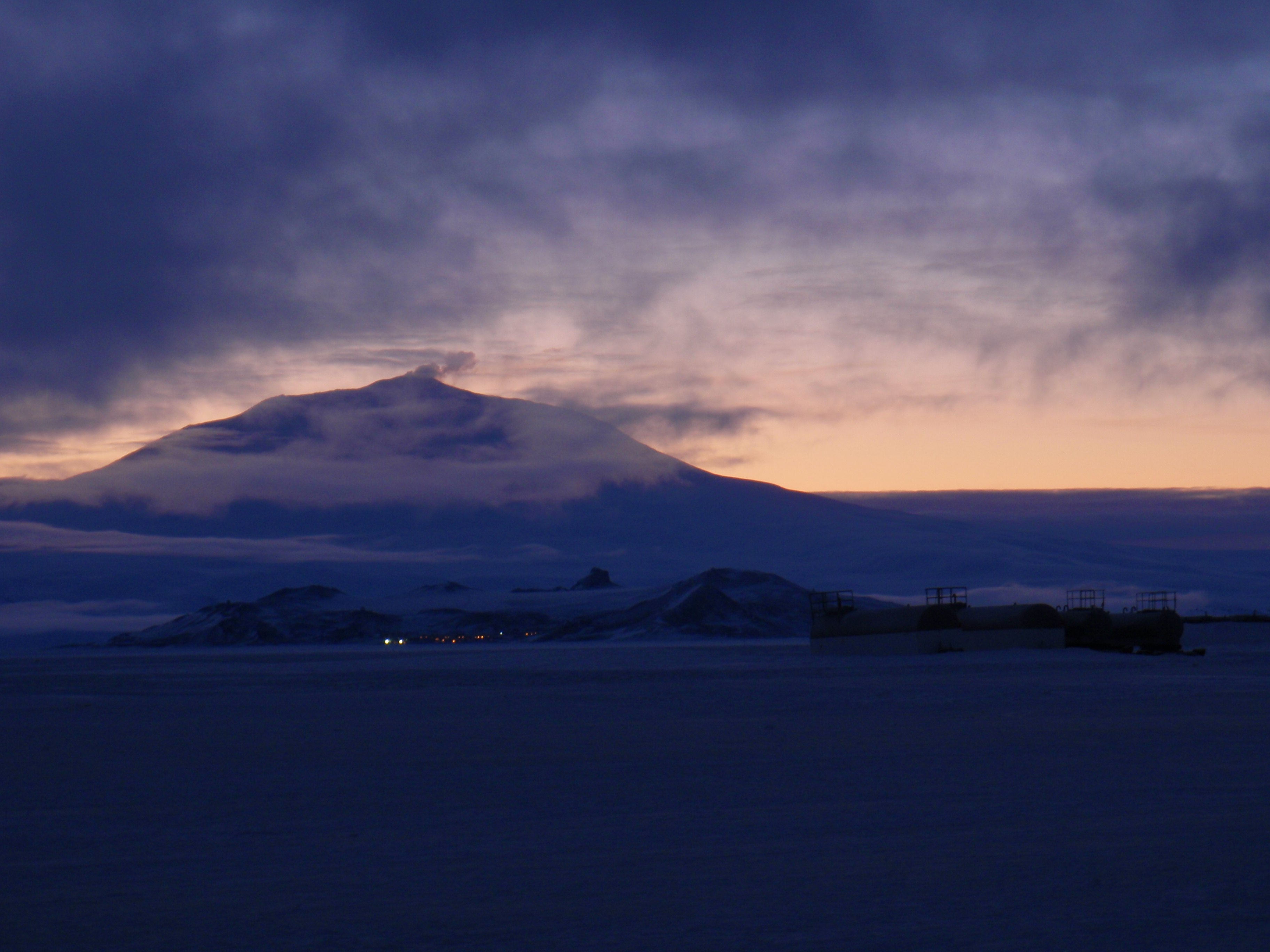
Mount Erebus in der Antarktis

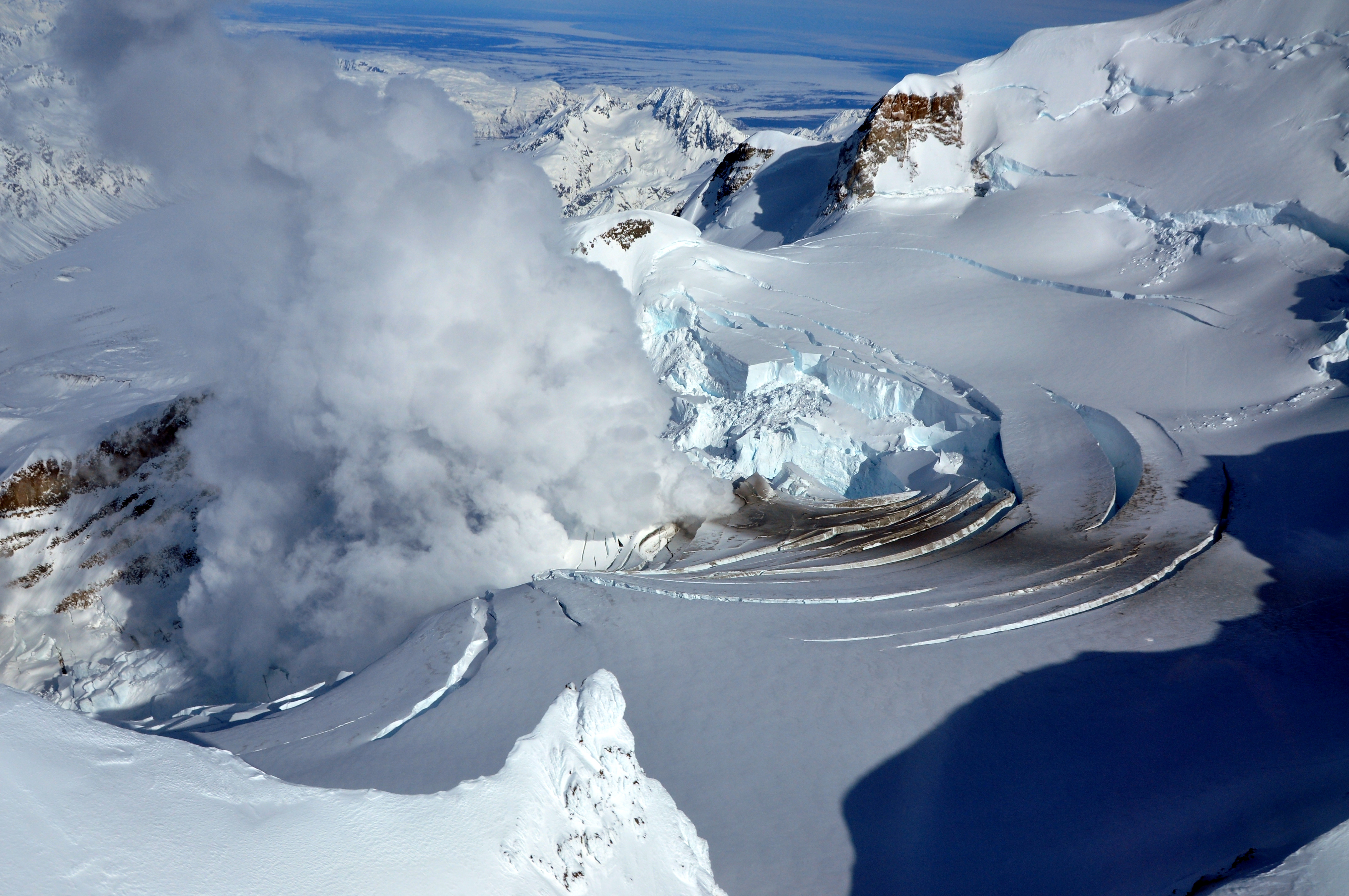
Mount Redoubt in Alaska

Ein subglazialer Vulkan ist ein Vulkan, dessen Hauptkrater unter einem Gletscher liegt.

## Vorkommen
Gebiete, in denen besonders viele subglaziale Vulkane vorkommen, befinden sich in den Polargegenden, vor allem auf der Insel Island, in Alaska und in der Antarktis. Aber auch hochgelegene Gebirgsregionen etwa in Japan, mit dem Fujiyama, einem der berühmtesten Vulkane der Welt, die Kamtschatka-Halbinsel in Russland oder die Anden z. B. in Chile, Bolivien und Peru haben derartige Vulkane aufzuweisen.

## Geologische Charakteristika
Man muss hier unterscheiden zwischen nur im Gipfelbereich von Gletschern bedeckten Bergen wie etwa bei den Andengipfeln oder auf der Kamtschatka der Fall einerseits, und den fast gänzlich unter dem Eis liegenden Bergen in der Antarktis oder auf Island andererseits. Im ersten Falle kann man die Struktur der Berge i. Allg. deutlich erkennen, meist handelt es sich um Strato- oder Calderavulkane. Hingegen lässt sich die Struktur unter dem Eis liegender Berge nur mit Hilfe von Computer- und Satellitentechnologie annähernd erahnen.
Stratovulkane bauen sich aus abwechselnden Lava- und Ascheschichten auf. Falls es sich um einen Zentralvulkan handelt, wird er hauptsächlich, wie etwa beim Torfajökull aus Rhyolith bestehen und mindestens eine – normalerweise in dem Fall mit Eis gefüllte – Caldera gebildet haben.
An inzwischen frei liegenden Bergen aus der Eiszeit, erkennt man, dass sie, wenn sie unter einem Gletscher lagen, aus Palagonittuff bzw. Hyaloklastiten und Kissenlaven bestehen, welche über einem Schlot Kegel gebildet haben, über einer Ausbruchsspalte jedoch Palagonitrücken, wie z. B. Sveifluháls bei Krísuvík im Südwesten von Island.

## Typische Ausbruchsformen

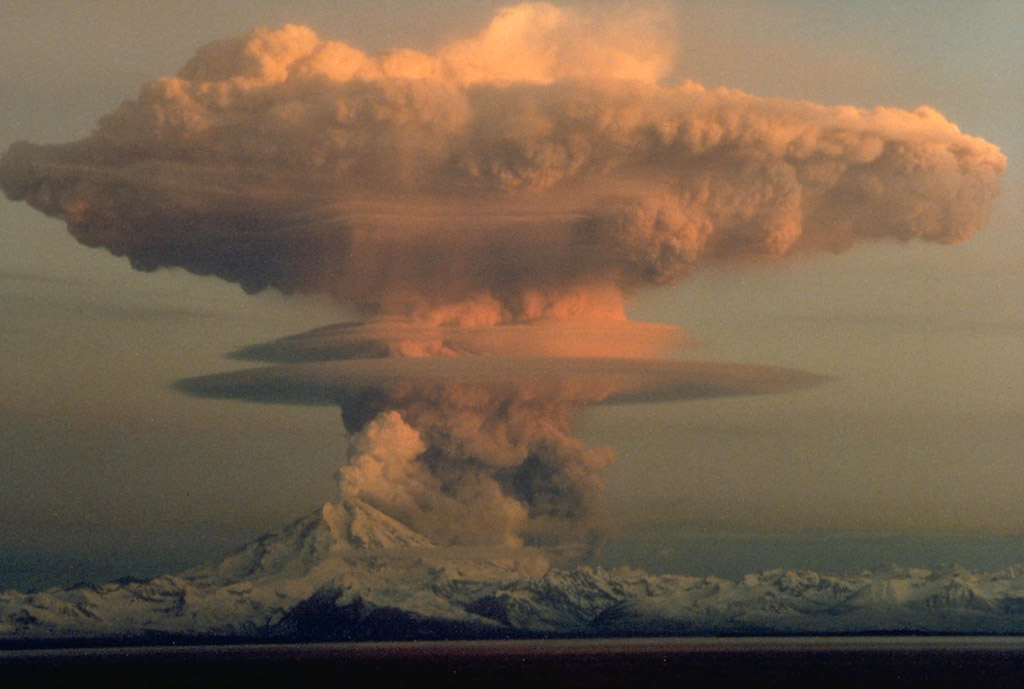
Aschewolke des Mount Redoubt 1990, gesehen von der Westseite des Kenai Peninsula

Es handelt sich um explosive und phreatomagmatische Eruptionen, die meist von Gletscherläufen oder Lahars begleitet werden und enormen Schaden anrichten können, wie man etwa bei der Vulkankatastrophe von Armero in Kolumbien beim Ausbruch des gletscherbedeckten Andenvulkans Nevado del Ruiz im Jahre 1985 feststellen musste.

## Ablauf subglazialer Eruptionen

Subglaziale Eruption

Magma, das bei einem Vulkanausbruch durch Schlote oder Spalten aufsteigt und die Grenze zwischen Gesteinsschicht und oft mehrere hundert Meter dicker Eisdecke erreicht, schmilzt zunächst eine Höhlung in das Eis. Gleichzeitig sinkt das Eis an seiner Oberfläche mehr oder minder schnell und stark ein und es bildet sich eine Art Kessel. Die Höhlung über dem Magma füllt sich bei großen Eruptionen und entsprechender Dicke des Eises bis zu 9/10 mit Schmelzwasser. Ab diesem Verhältnis jedoch schwimmt der Gletscher auf dem Schmelzwasser auf, dasselbe bricht durch die Eisbarriere und rauscht in einer riesigen Flutwelle die Hänge hinunter. Diesen Vorgang konnte man z. B. 1996 bei der Eruption des unter dem Vatnajökull-Gletscherschild gelegenen Vulkans Gjálp beobachten.
Solange der Wasserdruck über dem Magma noch ausreichend ist, formen sich Kissenlaven über der Ausbruchsstelle. Falls die Eruption in dieser Phase endet, bleibt ein Rücken oder ein Kegel aus solchen Laven zurück. Ein Beispiel wäre Sigalda in der Nähe des Vulkans Hekla in Island.
Unterschreitet jedoch der Wasserdruck ein gewisses Limit, so findet ein Phasenwechsel in eine phreatomagmatische oder explosive Phase statt. Dabei wird in mehr oder minder großer Menge Tephra oder andere vulkanische Lockermaterialien wie Breccien oder Schlacken produziert. Falls die Eruption hier innehält, sind das Ergebnis Palagonitrücken.
Hält die Eruption jedoch weiter an, beginnt Lava auszuströmen, füllt den Krater und fließt an den Flanken herunter oder auch über den Gletscher. Falls der Krater zunächst mit (Schmelz-)Wasser angefüllt war, müssen die Laven sich zunächst in Form von Kissenlaven bis zur Wasseroberfläche aufbauen und erst dann werden auf sie Lavaschichten produziert, die sich dann wie auf trockenem Land anhäufen. Weil aber der Gletscher, die Materialien in strenger Form hält, werden die Flanken des sich somit aufbauenden Tafelvulkans sehr steil sein. Beispiele für derartige Tafelvulkane sind etwa The Table im kanadischen Cascades-Gebirgszug oder Herðubreið in Island.

## Weitere bekannte Beispiele

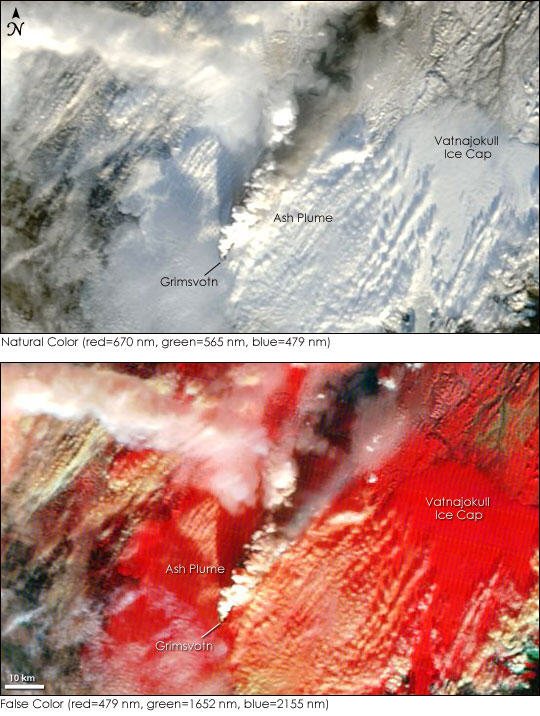
Ausbruch des Grímsvötn-Vulkans in Island, 2004, Satellitenbilder

In Island waren vor allem vier vergletscherte Vulkane in den letzten Jahrhunderten aktiv: Grímsvötn und Öræfajökull, die beide vom enormen Gletscherschild des Vatnajökull (ca. 8.000 km2) bedeckt sind, Eyjafjallajökull und Katla.
In jüngster Zeit, d. h. im März und April 2010, hat vor allem Eyjafjallajökull von sich reden gemacht. In dem Fall liegt ein Stratovulkan unter einer mittelgroßen Gletscherkuppe. Der Ausbruch im Frühjahr 2010 produzierte bis zu 8.000 m hohe Aschewolken, ein Ausbruch eher mittlerer Größe (vgl. Vulkanexplosivitätsindex), der allerdings aufgrund einerseits der Zusammensetzung der Wolken aus besonders feinkörnigen Andesit-Teilchen und andererseits ungünstiger Windrichtungen den Flugverkehr in Europa für fast eine Woche schwer behinderte.
Mount Redoubt in Alaska etwa hatte größere Ausbrüche in den Jahren 1990 und 2009 zu verzeichnen, bei denen Asche u. a. auf Anchorage fiel.